# Simulium ibariense
Simulium ibariense är en tvåvingeart som beskrevs av Zivkovic och Jean Charles Marie Grenier 1959. Simulium ibariense ingår i släktet Simulium och familjen knott. Inga underarter finns listade i Catalogue of Life.